# Tall Dwarfs
Tall Dwarfs è un gruppo rock neozelandese, attivo dal 1981.

## Discografia
Album in studio
- 1985 - That's the Short and Long of It
- 1990 - Weeville
- 1991 - Fork Songs
- 1994 - 3 EPs
- 1996 - Stumpy (come "The International Tall Dwarfs")
- 1998 - Fifty Flavours of Glue
- 2002 - The Sky Above the Mud Below
- 2005 - In the Dying Days of Helen Young

EP
- 1981 - Three Songs
- 1982 - Louis Likes His Daily Dip
- 1983 - Canned Music
- 1984 - Slugbucket Hairybreath Monster
- 1986 - Throw a Sickie
- 1987 - Dogma
- 1998 - Gluey, Gluey and The Ear Friend

Compilation
- 1987 - Hello Cruel World
- 1992 - The Short and Sick of It
- 2018 - Bovril